# Spatula versicolor
Spatula versicolor este o specie de rață din genul Spatula. Se înmulțește în America de Sud. Între aprilie și iunie preferă stufărișurile și depune între 6 și 10 ouă roz-crem. Ouăle vor ecloza după 25-27 de zile. Ca și în cazul lebedelor și gâștelor, ambii părinți vor crește rățuștele.
Aria de răspândire a Spatula versicolor include sudul Boliviei, sudul Braziliei, Paraguay, Argentina, Chile, Uruguay, Georgia de Sud, Insulele Sandwich de Sud⁠(d) și Insulele Falkland.